# Amanayara piuna
Amanayara piuna är en insektsart som beskrevs av De Mello och Jacomini 1994. Amanayara piuna ingår i släktet Amanayara och familjen syrsor. Inga underarter finns listade i Catalogue of Life.